# Thalys

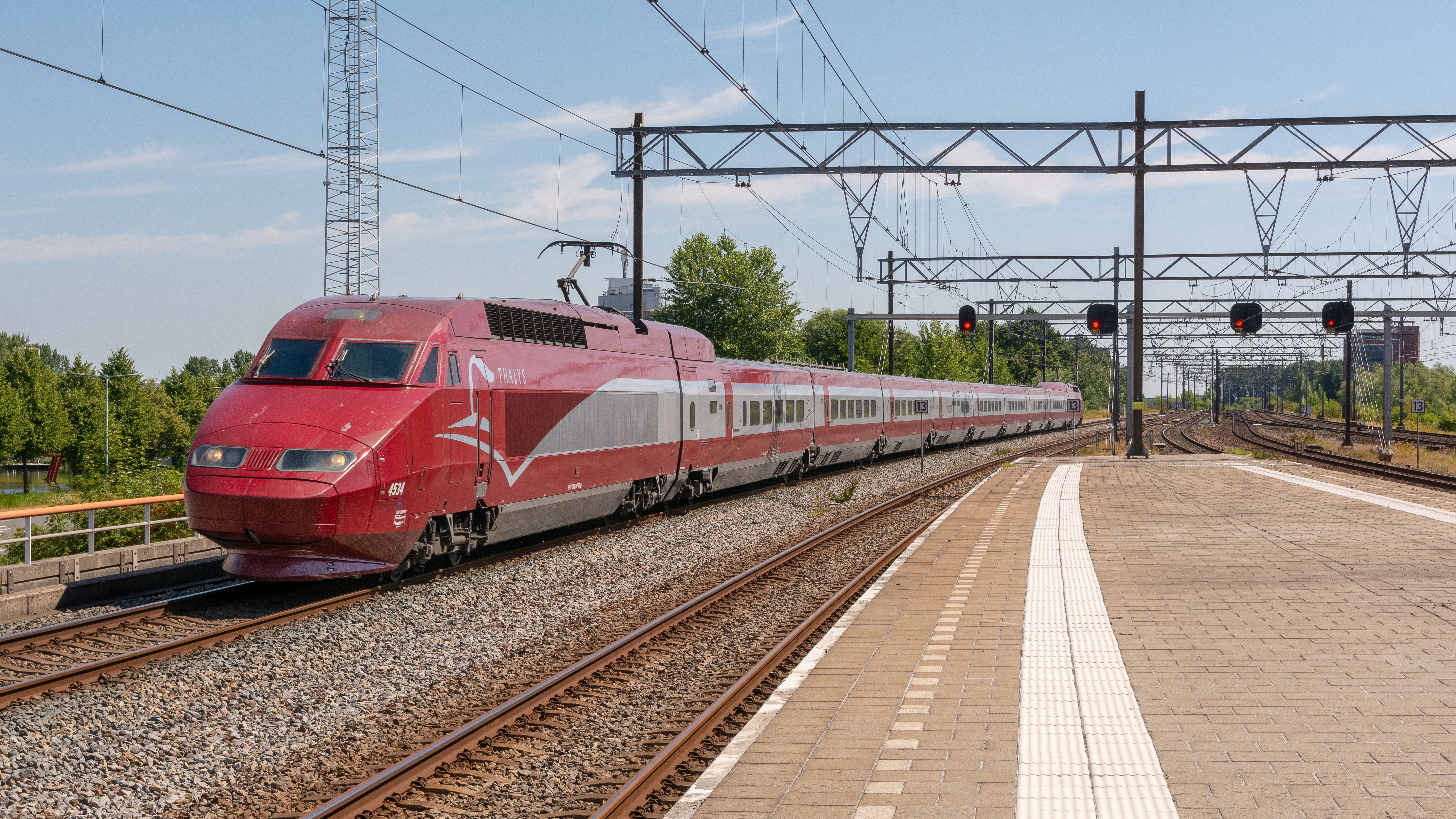
Поезд компании Thalys в Хофддорпе

Thalys — международный оператор скоростных поездов, занимающийся перевозками по линии Париж — Брюссель — Кёльн — Амстердам. Этот путь он делит с поездами компании Eurostar, которые ходят из Парижа и Брюсселя в Лондон через Лилль и Евротоннель и с поездами французской компании TGV. Организацией движения занимается компания Thalys International. Её уставной капитал разделён между компаниями SNCF (62 %), NMBS/SNCB (28 %) и Deutsche Bahn (10 %).

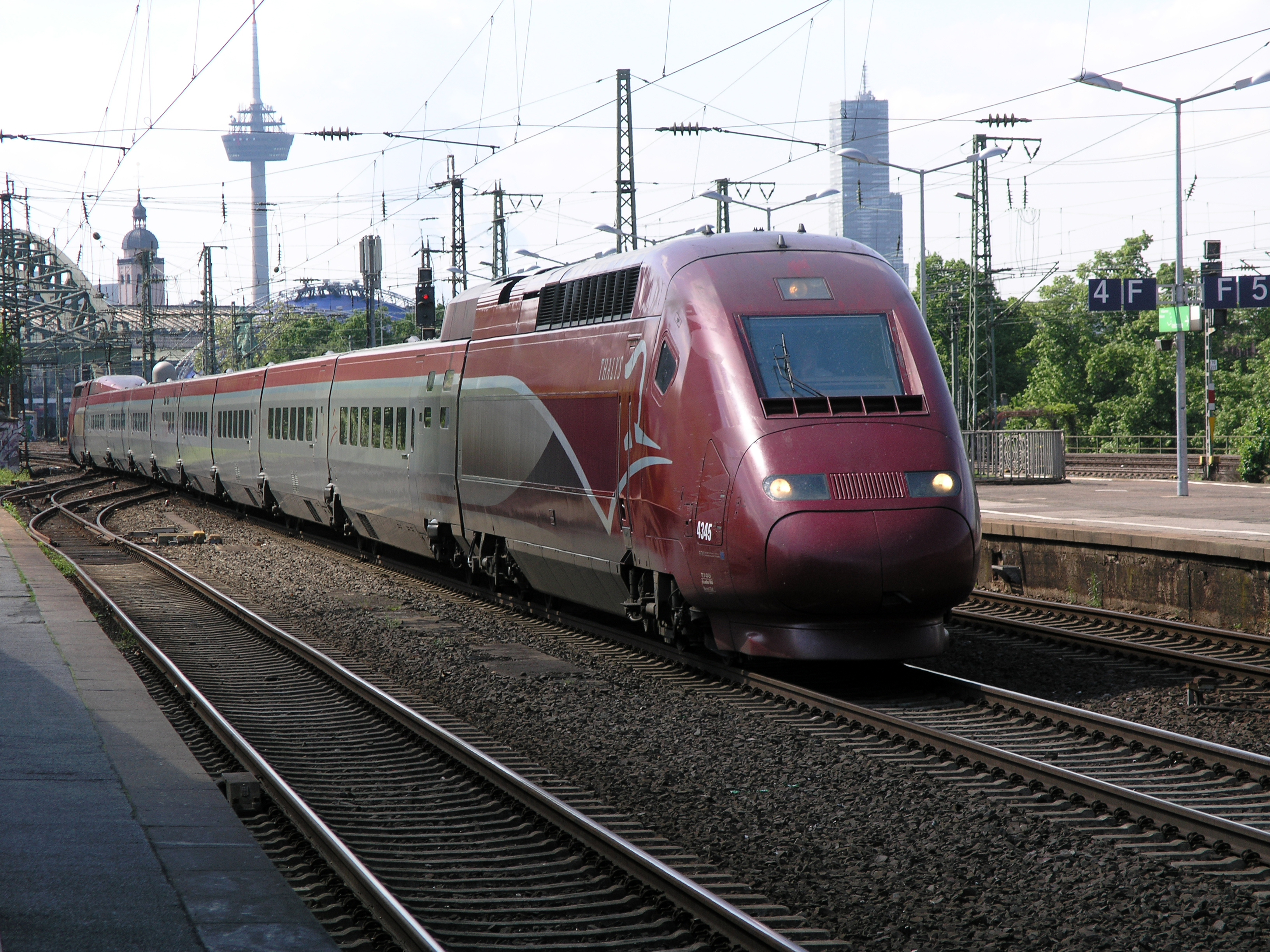
Поезд компании Thalys на вокзале Кёльн–Мессе/Дойц

## История
Решение о строительстве высокоскоростной магистрали Париж — Брюссель — Кёльн — Амстердам было
принято в 1987 году. 28 января 1993 года,
SNCF, NMBS/SNCB, NS и DB подписали соглашение о совместном управлении путями под брендом Thalys, и в 1995 году национальными железными дорогами Германии и Бельгии была создана управляющая компания Westrail International. 4 июня 1996 года первый поезд отправился из Парижа и за 2 часа 7 минут достиг Брюсселя, а за 4 часа 47 минут — Амстердама.
14 декабря 1997 года были открыты линии LGV Nord и HS 1, позволившие сократить время в пути из Парижа до Брюсселя до 85 минут. Одно время поезда ходили в Кёльн и Аахен (Германия), в Брюгге, Шарлеруа, Гент, Намюр, Остенде (Бельгия).
19 октября Thalys Neige обслуживал лыжные курорты Tarentaise Valley и Bourg St. Maurice. В мае 1999 года новая скоростная линия напрямую соединила Международный аэропорт имени Шарля де Голля и аэропорт Брюсселя по соглашению с авиакомпаниями Air France, American Airlines и Northwest Airlines.
28 ноября 1999 года компания изменила своё название на Thalys International. В 2000 году Thalys Soleil начала обслуживание летних курортов в Валенсии, а в 2002 году в Марселе и Авиньоне. Deutsche Bahn приобрёл 10 % компании в 2007 году.

## Маршруты следования
После Брюсселя поезда Thalys следуют через Антверпен, Роттердам, Гаагу, Амстердам, или Льеж, Ахен, Кёльн, Дюссельдорф, Дуйсбург, Эссен и Дортмунд. Поезда следуют как по специально выделенным высокоскоростным линиям, так и по старым путям для обычных составов. в дальнейшем планируется полностью перейти на высокоскоростные линии. Планируются линии через Кёльн до Франкфурта-на-Майне. Препятствием этому является то, что используемые поезда не развивают полной мощности при подключении к контактной сети 15 кВ 16⅔ Гц, принятой в Германии. Время в пути из Брюсселя до Парижа обычно составляет 82 минуты (расстояние примерно 300 км), от Лилля до Парижа 50 минут (расстояние 184 км). Максимально допустимая скорость (зависит от типа пути) составляет 300 км в час.
Поезда LGV позволяют компаниям Air France, Northwest Airlines, American Airlines и SkyTeam оказывать услуги в аэропортах Парижа, Брюсселя, Амстердама и Антверпена.

## Подвижной состав

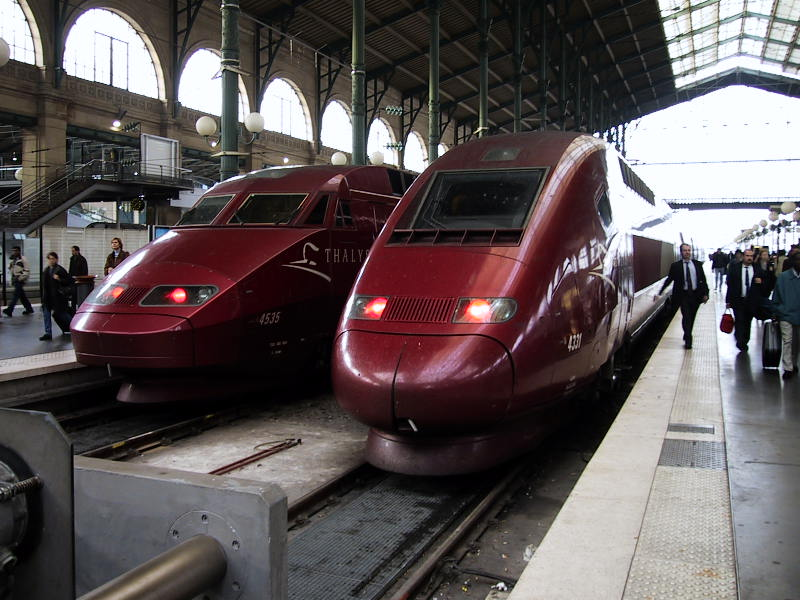
Поезда Thalys PBA и Thalys PBKA в Париже

Thalys эксплуатирует две модели поездов серии TGV производства французской компании Alstom. Силовая
установка поездов типа PBA (Paris-Brussels-Amsterdam) может работать при трёх различных напряжениях в контактной сети. Этот поезд может курсировать только между городами, составляющими его аббревиатуру. Силовая установка двухсекционного поезда типа PBKA (Paris-Brussels-Köln-Amsterdam) рассчитана на четыре различных напряжения в контактной сети, что позволяет передвигаться по четырём направлениям (Амстердам, Брюссель, Кёльн, Париж).

## Происшествия
- 11 октября 2008 года в Нидерландах[3] поезд Thalys PBA шедший в Амстердам столкнулся с пригородным поездом шедшим на станцию Гауда. После восстановительных работ поезд Thalys PBA проследовал  в прежнем направлении. Никто из пассажиров серьёзно не пострадал. Оба поезда были серьёзно повреждены.

- 21 августа 2015 года в последнем вагоне поезда, следовавшего по маршруту Амстердам — Париж, двумя полицейскими был обезврежен преступник, устроивший стрельбу из автомата Калашникова. Один из полицейских серьёзно пострадал. Стрелком оказался 26-летний марокканец, в чьем багаже было найдено несколько единиц огнестрельного и холодного оружия. Всего в данном поезде находилось 554 пассажира[4].